# Roger Fry

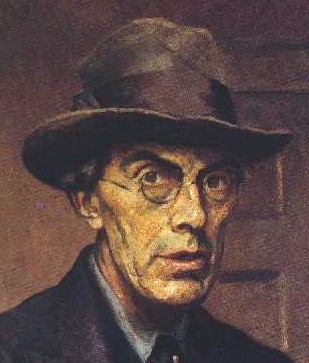
Selbstporträt, 1928

Roger Eliot Fry (* 14. Dezember 1866 in London; † 9. September 1934 ebenda) war ein britischer Maler und Kunstkritiker. Er prägte mit der von ihm geplanten Kunstausstellung Manet and the Post-Impressionists im Jahr 1910 den Kunstbegriff des Post-Impressionismus und gilt als wichtiger Vorläufer des Vortizismus. Bedeutsam war sein Einfluss auf die Bloomsbury Group, der er sich 1910 angeschlossen hatte.

## Leben und Wirken

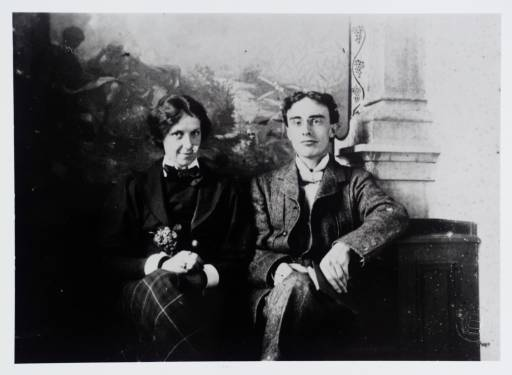
Roger Fry mit seiner Ehefrau Helen Coombe, Foto um 1897

Der Sohn des Richters Edward Fry wuchs in einer wohlhabenden Quäker-Familie in London auf.
Nach dem Besuch des Clifton College studierte er am King’s College in Cambridge, wo er von den Cambridge Apostles aufgenommen wurde. Nach seinen ersten Examen, das er in 1887 und 1888 in Naturwissenschaften ablegte, reiste er 1891 nach Italien, um die alten Meister der italienischen Kunst zu studieren und nahm 1892 Malunterricht an der Académie Julian in Paris. In seinen Themen spezialisierte er sich nach weiteren Italienreisen auf die Kunst der Renaissance und hielt in Cambridge darüber Vorträge. Die Bekanntschaft mit dem amerikanischen Kunsthistoriker und Renaissancekenner Bernard Berenson erfolgte zu dieser Zeit.
Fry lernte die Mitstudentin im künstlerischen Bereich Helen Coombe (1864–1937) kennen und heiratete sie 1896. Als sich kurz danach bei ihr Symptome einer Geisteskrankheit zeigten, kam sie 1899 in eine Klinik, die sie nach einer Besserung wieder verließ, bevor sie 1910 endgültig in ein Heim eingeliefert wurde. Fry blieb ihr zeit seines Lebens verbunden und schrieb ihr liebevolle Briefe.

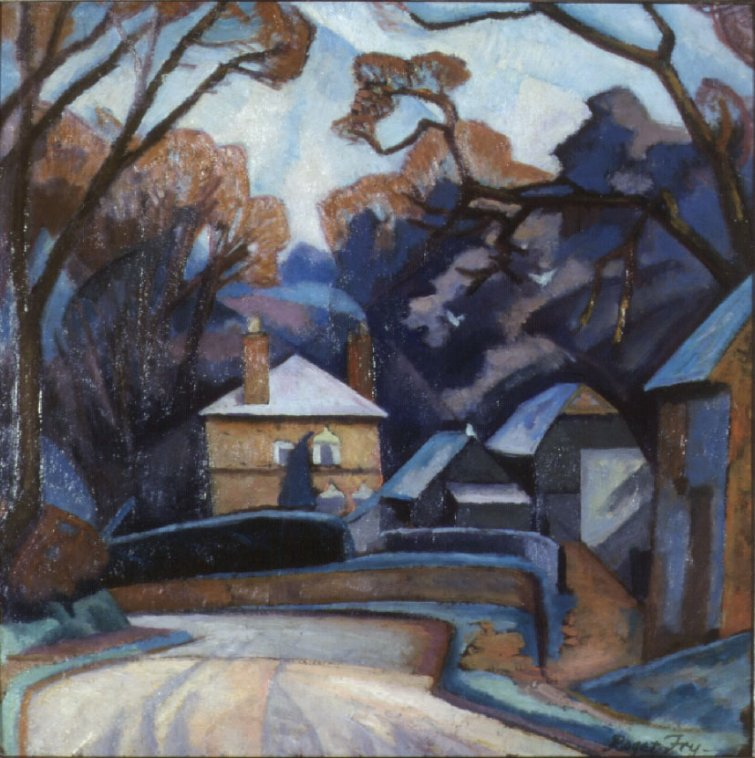
Winterlandschaft, 1914

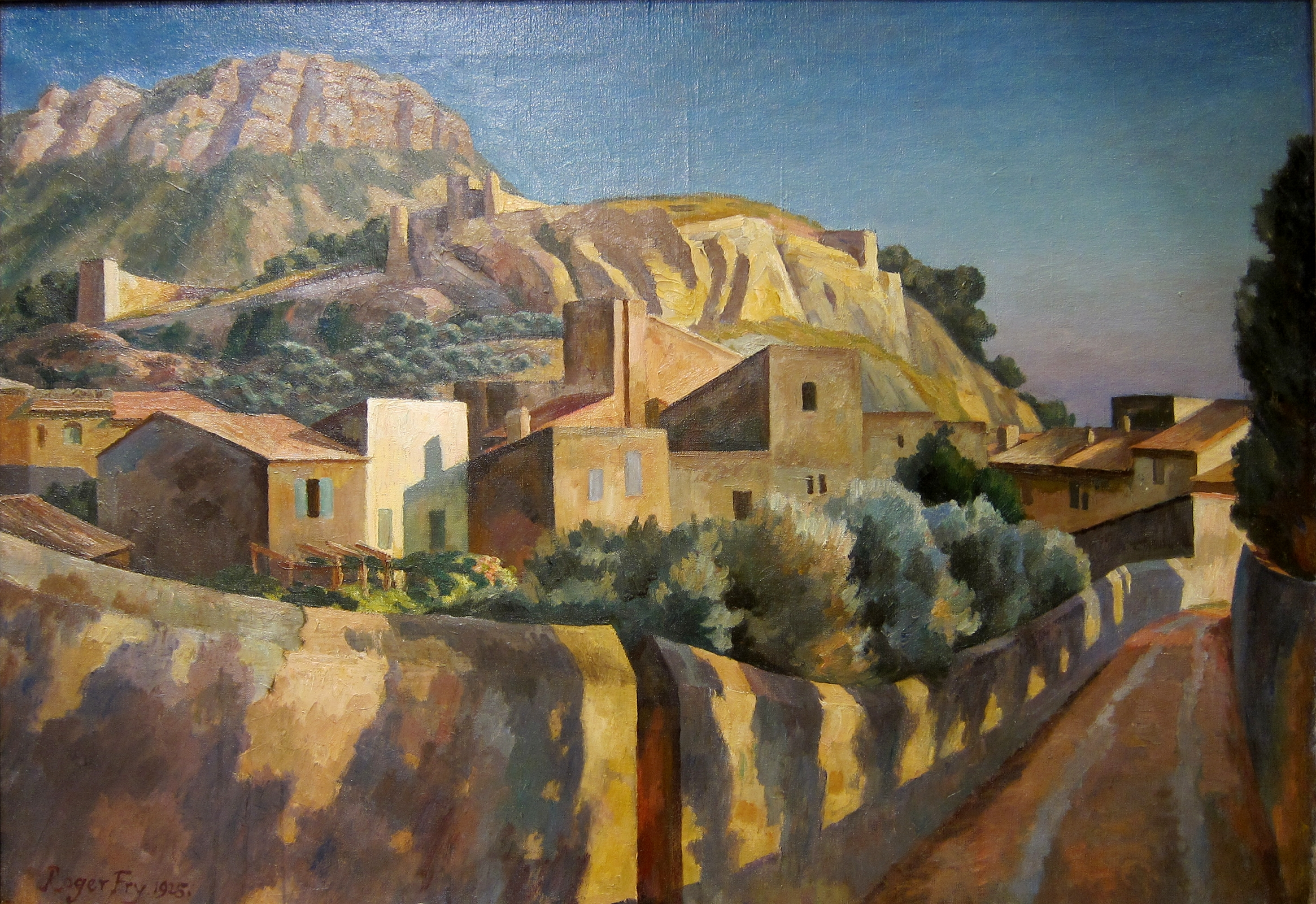
Vue de Cassis, 1925

1903 war Fry neben Berenson und anderen Mitbegründer des Magazins The Burlington Magazine, einer in London publizierten wissenschaftlichen Fachzeitschrift für Kunst und Dekoration. Ab 1904 war er Kurator am Metropolitan Museum of Art in New York. Im Jahr 1906 entdeckte er die Werke von Paul Cézanne bei einem Aufenthalt in Paris und wandte seine Interessen der modernen Kunst zu. Im folgenden Jahr ging er nach England zurück und vertrat die Interessen des Museums als „European advisor“. 1910 wurde er nach einem Streit mit dem Direktor des Museums, J. P. Morgan, entlassen.
Ab November 1910 fand die von Fry organisierte Ausstellung Manet and the Post-Impressionists  in den Grafton Galleries, London, statt. Das Londoner Publikum fühlte sich schockiert und provoziert; auch die Presse veröffentlichte abstruse Fehleinschätzungen. Fry organisierte trotz dieser negativen Reaktionen 1912 eine zweite postimpressionistische Ausstellung, in der neben zeitgenössischer britischer Malerei hauptsächlich Werke von Henri Matisse, den Fauves sowie von Pablo Picasso und Georges Braque ausgestellt waren. Sie stand unter der Schirmherrschaft von Lady Ottoline Morrell, mit der Fry eine flüchtige Liebesbeziehung hatte.
Der Wirbel um die Ausstellung beeinträchtigte nicht seine Bewunderung der französischen Moderne. Im Gegenteil, sie bewog ihn dazu, „seinem eigentlichen Fachgebiet, den Alten Meistern, den Rücken zu kehren und sich ganz seiner eigenen Malerei und der modernen Kunst zu widmen“.
1913 gründete Fry die Omega Workshops, eine Designwerkstatt, der auch Vanessa Bell und Duncan Grant aus der Bloomsbury-Group, der er sich 1910 angeschlossen hatte, angehörten. Er etablierte sich als Kunsthistoriker und Kunstkritiker mit verschiedenen Veröffentlichungen im Kunstbereich und war weiterhin auch als Maler tätig. 1933 wurde er Slade Professor of Fine Art in Cambridge, starb jedoch im folgenden Jahr in London nach einem Unfall in seinem Haus.

## Ehrungen

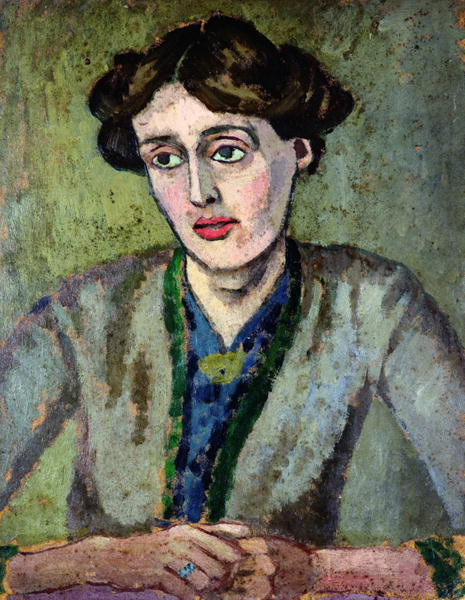
Porträt Virginia Woolf, um 1917

Am 25. Juli 1940 erschien postum Virginia Woolfs Biografie über Roger Fry, den Freund, den sie schon seit der Bloomsbury-Zeit kannte, im gemeinsam mit ihrem Mann, Leonard Woolf, geführten Verlag der Hogarth Press in London.
Der Kunsthistoriker Kenneth Clark würdigte Fry als „incomparably the greatest influence on taste since Ruskin … in so far as taste can be changed by one man, it was changed by Roger Fry“ („unvergleichbar größten Einfluss auf den Geschmack seit Ruskin … wenn Geschmack durch einen Mann verändert werden kann, so wurde er durch Roger Fry verändert“).
An dem Haus Fitzroy Sqare Nr. 33 im Londoner Stadtteil Bloomsbury, in dem die Omega Workshops ihren Sitz hatten, ließ die britische Organisation English Heritage im Mai 2010 eine Blue Plaque zu seinem Gedenken anbringen.

## Schriften
- An Essay in Aesthetics (1909)
  - Versuch über Ästhetik und andere kleine Schriften zur Kunsttheorie (Englisch-Deutsch), Felix Meiner Verlag, Hamburg 2024, ISBN 978-3-7873-4568-7
- Vision and Design (1920)
- Transformations (1926)
- Henri Matisse (1930)
- French Art (1932)
- Reflections on British Painting (1934)
- Art and the Market: Roger Fry on Commerce in Art; Selected Writings, ed. and with an interpretation: Craufurd D. Goodwin. Ann Arbor, The Univ. of Michigan Press 1998, ISBN 0-472-10902-2

## Sekundärliteratur
- Barbara Aulinger: Roger Eliot Fry. In: Paul von Naredi-Rainer, Johann Konrad Eberlein, Götz Pochat (Hrsg.): Hauptwerke der Kunstgeschichtsschreibung (= Kröners Taschenausgabe. Band 364). Kröner, Stuttgart 2010, ISBN 978-3-520-36401-2, S. 138–141.
- Bernd Klüser, Katharina Hegewisch (Hrsg.): Die Kunst der Ausstellung. Eine Dokumentation dreißig exemplarischer Kunstausstellungen dieses Jahrhunderts, Insel Verlag, Frankfurt a. M./ Leipzig 1991, ISBN 3-458-16203-8.
- Frances Spalding: Roger Fry, art and life.  University of California Press, Berkeley 1980, ISBN 0-520-04126-7.
- Virginia Woolf: Roger Fry: A Biography. Hogarth Press 1940; Harcourt Publishers Ltd College Publishers 1976, ISBN 0-15-678520-X.
  - Virginia Woolf: Roger Fry. Eine Biografie. Erstmals ins Deutsche übersetzt und mit einem Vorwort von Tobias Schwartz, Aviva 2023, ISBN 978-3-949302-15-2.